# Komitat Máramaros
Máramaros (pol. Marmarosz, rum. Maramureș, niem. Maramuresch) – dawny komitat w północno-wschodniej części Królestwa Węgier. 
Komitat Máramaros zajmował wschodnią połowę Zakarpacia. Obejmował dolinę górnej Cisy (Kotlinę Marmaroską) od źródeł do przełomu w górach Oaș oraz z dolinami dopływów – Riki, Terebli, Tereswy (północnych), Izy i Vișeu (południowych). 
Komitat Máramaros powstał stosunkowo późno – dopiero w 1303. Siedzibą jego władz było miasto Máramarossziget (dzisiaj Sighetu Marmației). W XX wieku komitat dzielił się na dziesięć powiatów i jedno miasto. 
Po rozbiorze Węgier na początku XVI wieku Máramaros wraz z całym Zakarpaciem znalazł się pod władzą książąt Siedmiogrodu. Po traktacie w Trianon komitat został podzielony między Czechosłowację (około trzech piątych obszaru) i Rumunię (około dwóch piątych). Nowa granica biegła grzbietem gór Oaș, Cisą do ujścia Vișeu i grzbietem Karpat Marmaroskich. Po stronie czechosłowackiej do żupy marmaroskiej przyłączono część dawnego Ugocsa. Część rumuńską wcielono do okręgu Marmarosz. 
Po aneksji Zakarpacia przez Węgry w 1939 komitat Máramaros został odtworzony z siedzibą władz w Chuście. Po aneksji północnego Siedmiogrodu w 1940 przyłączono do niego również dotychczasową część rumuńską. Po II wojnie światowej przywrócono granicę z 1937. Czechosłowacka część komitatu weszła w skład obwodu zakarpackiego Ukraińskiej SRR (dzisiejszej Ukrainy). 
W polskiej literaturze naukowej nazwa Marmarosz jest używana na określenie zarówno ukraińskiej, jak i rumuńskiej części obszaru dawnego komitatu. 
| Powiaty (járás)                             | Powiaty (járás) |
| Powiat                                      | Siedziba władz  |
| ------------------------------------------- | --------------- |
| Dolha                                       | Dolha           |
| Huszt                                       | Huszt           |
| Izavölgy                                    | Dragomérfalva   |
| Ökörmező                                    | Ökörmező        |
| Sugatag                                     | Aknasugatag     |
| Sziget                                      | Máramarossziget |
| Taracviz                                    | Taracköz        |
| Técső                                       | Técső           |
| Tiszavölgy                                  | Rahó            |
| Visó                                        | Felsővisó       |
| Miasta komitackie (rendezett tanácsú város) |                 |
| Máramarossziget                             |                 |